# Động kinh
Động kinh là một chứng bệnh hệ thần kinh do xáo trộn lặp đi lặp lại của một số nơron trong vỏ não tạo nhiều triệu chứng rối loạn hệ thần kinh (các cơn động kinh) như co giật của bắp thịt, cắn lưỡi, sùi bọt mép, mắt trợn ngược, bất tỉnh, mất kiểm soát tiểu tiện, hoặc gây cảm giác lạ. Cơn động kinh bao gồm các triệu chứng có thể thay đổi từ rất ngắn gọn và gần như không thể phát hiện đến các cơn động kinh thời gian dài với chấn động mạnh mẽ. Trong động kinh, co giật có xu hướng tái phát, và không có nguyên nhân tiềm ẩn ngay lập tức trong khi cơn co giật xảy ra do một nguyên nhân cụ thể không được coi là triệu chứng của bệnh động kinh.
Các nguyên nhân của hầu hết các trường hợp động kinh chưa được biết rõ, mặc dù một số người coi bệnh động kinh như là kết quả của chấn thương não, đột quỵ, u não, và rối loạn sử dụng chất. Đột biến sinh học có liên quan đến một tỷ lệ nhỏ của bệnh này.
Động kinh là kết quả của hoạt động tế bào thần kinh vỏ não quá mức và không bình thường trong não.
Việc chẩn đoán thường liên quan đến việc loại trừ các điều kiện khác mà có thể gây ra các triệu chứng tương tự như ngất xỉu. Ngoài ra, làm cho việc chẩn đoán liên quan đến việc xác định nếu bất kỳ nguyên nhân khác của cơn động kinh là hiện nay như cai rượu hoặc các vấn đề điện ly. Điều này có thể được thực hiện bằng cách chụp ảnh não và xét nghiệm máu. Bệnh động kinh thường có thể được khẳng định bằng một điện não đồ (EEG), nhưng một bài kiểm tra cho kết quả bình thường không loại trừ vẫn có bệnh.
Động kinh có thể kiểm soát được bằng thuốc trong khoảng 70% các trường hợp. Trong những người có cơn co giật không đáp ứng với thuốc, sau đó phẫu thuật, kích thích thần kinh, hoặc thay đổi chế độ ăn uống có thể được áp dụng. Không phải tất cả các trường hợp động kinh là suốt đời, và một số người bệnh đã cải thiện đến mức không còn cần thiết phải uống thuốc.
Khoảng 1% người trên thế giới (65 triệu) có bệnh động kinh, và gần 80% các trường hợp xảy ra ở các nước đang phát triển. Trong năm 2013 nó dẫn đến 116.000 ca tử vong so với 111.000 ca tử vong trong năm 1990. Bệnh động kinh trở nên phổ biến hơn với tuổi già. 
Trong các nước phát triển, khởi đầu các ca bệnh mới xảy ra thường xuyên nhất ở trẻ sơ sinh và người cao tuổi; trong các nước đang phát triển bệnh xảy ra chủ yếu ở trẻ lớn và người trẻ, 
do sự khác biệt trong tỷ lệ mắc bệnh của các nguyên nhân cơ bản. Khoảng 5-10% dân số toàn cầu có một xác suất ngẫu nhiên mắc bệnh ở độ tuổi 80, và xác suất trải qua một cơn động kinh thứ hai từ 40 tới 50%. Ở nhiều khu vực của thế giới những người có bệnh động kinh hoặc có những hạn chế lái xe hoặc không được phép lái xe, nhưng hầu hết họ có thể trở lại lái xe sau một thời gian không có cơn co giật.

## Dịch tễ học
Theo thống kê của Tổ chức Y tế Thế giới (WHO), tỷ lệ người mắc bệnh động kinh trên thế giới khoảng 0,5% dân số, thay đổi tùy theo địa lý, như ở Pháp và ở Mỹ là khoảng 0,85%; Canada là 0,6%. Tại Việt Nam khoảng 2% dân số bị bệnh động kinh trong đó gần 60% số bệnh nhân là trẻ em.

## Phân loại
Bệnh động kinh có nhiều loại, với những triệu chứng khác nhau.
Phân loại theo dạng động kinh:
- Thể động kinh toàn thân
- Thể động kinh cục bộ
- Thể động kinh kịch phát Rolando.[25]

Phân loại theo nguyên nhân:
- Động kinh nguyên phát (vô căn): không tìm được tổn thương thực thể của não trong tiền sử và hiện tại, có thể do di truyền
- Động kinh triệu chứng (thứ phát): có các tổn thương thực thể ở não: như chấn thương não, u não

Phân loại theo tiêu chuẩn y khoa quốc tế (năm 1981):
Dựa trên triệu chứng lâm sàng và điện não đồ thay vì trên sinh lý hay cơ thể học.
I: Động kinh cục bộ
A: Động kinh cục bộ đơn giản - Ý thức không bị ảnh hưởng
1. Triệu chứng cơ vận động
2. Triệu chứng giác quan
3. Triệu chứng hệ thần kinh tự quản
4. Triệu chứng tâm thần
B: Động kinh cục bộ phức tạp - Ý thức bị ảnh hưởng
1. Động kinh cục bộ đơn giản ban đầu, tiếp sau là mất ý thức
2. Mất ý thức ngay từ đầu
C: Động kinh cục bộ - Động kinh toàn thân
1. Động kinh cục bộ đơn giản - Động kinh toàn thân
2. Động kinh cục bộ phức tạp - Động kinh toàn thân
3. Động kinh cục bộ đơn giản - Động kinh cục bộ phức tạp - Động kinh toàn thân
II: Động kinh toàn thân
A: Vắng ý thức
1. Vắng ý thức thường
2. Vắng ý thức bất thường
B: Động kinh giật cơ
C: Động kinh giật rung
D: Động kinh co cứng
E: Động kinh co cứng - giật rung
F: Động kinh không co cứng
III. Các dạng động kinh không phân loại được
Năm 1997, các bác sĩ chuyên khoa thần kinh đưa ra phương pháp phân loại mới, nhưng chưa hoàn chỉnh và hiện nay, cácn phân loại của năm 1981 vẫn còn thịnh hành.

## Chẩn đoán
- Nhân chứng: Khi cơn động kinh xảy ra, người bệnh thường bị mất ý thức và không thể mô tả được triệu chứng. Một người khác quan sát cơn động kinh sẽ giúp y sĩ chẩn đoán dạng thể của cơn động kinh.
- Điện não đồ (EEG) - Phân loại thể dạng của cơn động kinh.
- Chẩn đoán hình ảnh: Chụp CT, MRI. chụp PET (chụp cắt lớp phát xạ positron) - Tìm nguyên nhân như u não, tai biến mạch máu não[26]

## Chữa trị

### Cấp cứu
Khi thấy một người lên cơn động kinh toàn thân:
- Bảo vệ an toàn: tránh không để bệnh nhân bị chấn thương, đem những vật sắc bén ra xa, coi chừng người hay xe cộ qua lại.
- Đặt vào thế nằm an toàn, lăn sang thế nằm nghiêng, để cho dung dịch trong miệng khỏi ứ tràn vào sau cổ họng.
- Tuyệt đối không cho bất cứ đồ vật gì vào miệng người đang lên cơn động kinh[27]. Nhiều người cho vật cứng hay giẻ vào miệng bệnh nhân hy vọng tránh lưỡi bị cắn nhưng thực tế làm vậy có thể làm mẻ răng hay làm bệnh nhân bị ngạt thở. Lưỡi bị cắn chảy máu không bao nhiêu, không hại tính mạng và dễ lành. Có đồ vật cứng trong miệng làm tăng khả năng cắn lưỡi. Ngoài ra răng mẻ sau này khó chữa và miếng răng mẻ có thể lọt vào sau gây chấn thương trong họng hay khí quản. Giẻ trong mồm có thể làm ngạt thở.
- Theo dõi bên cạnh bệnh nhân cho đến khi hết cơn giật. Sau đó bệnh nhân sẽ nằm bất động một thời gian. Tiếp theo là thời gian khá dài, bệnh cảm thấy bần thần, ngây ngơ, thiếu khả năng tiếp thu những gì chung quanh và dễ gây tai nạn. Không nên để bệnh nhân đi ra đường cho đến khi ý thức thực sự trở lại bình thường.[28]

### Thuốc chống động kinh
Điều trị cho hầu hết các bệnh động kinh liên quan đến việc bệnh nhân dùng thuốc chống co giật và có thể phải dùng chúng trong suốt quãng đời còn lại. loại động kinh Động kinh, các loại thuốc khác mà bệnh nhân đang dùng, các vấn đề sức khỏe khác, tuổi tác và lối sống của bệnh nhân.  Điều trị ban đầu được khuyến nghị với một loại thuốc. Nếu không thành công, nên chuyển sang một loại thuốc trị liệu khác. Thuốc chống co giật dựa trên Cannabinoid đôi khi có thể được khuyến nghị, đặc biệt đối với những bệnh nhân mắc hội chứng Lennox-Gastaut và hội chứng Dravet, tuy nhiên việc cấp phép cho những loại thuốc này bị giới hạn nghiêm ngặt ở một số quốc gia. Nên sử dụng đồng thời hai loại thuốc trong trường hợp đơn trị liệu thất bại. Việc chuyển sang loại thuốc thứ hai có thể giúp cắt cơn co giật ở khoảng 13% bệnh nhân, trong khi chuyển sang loại thuốc thứ ba hoặc dùng hai loại thuốc cùng lúc có thể tăng khả năng kiểm soát cơn lên 4% [93]. Khoảng 30% bệnh nhân không đáp ứng với thuốc chống co giật.
Có rất nhiều loại thuốc chống co giật trên thị trường. Các nghiên cứu đã chỉ ra rằng các loại thuốc như phenytoin, carbamazepine và valproate đều có hiệu quả như nhau trong việc ức chế cả động kinh cục bộ và toàn thể.

## Chứng động kinh và những người nổi tiếng
Những người nổi tiếng sau đây bị bệnh động kinh:
- Danny Glover - tài tử Mỹ[35]
- Ronaldo - cầu thủ Brazil[36]
- Margaux Hemingway - tài tử Mỹ[37]
- Rik Mayall - danh hài Anh[38]
- Hugo Weaving - diễn viên Úc [39]
- Vladimir Lenin - lãnh tụ Cộng sản Nga [40]